# Jan Broekhuis (burgemeester)
H.D.M. (Jan) Broekhuis (1943) is een Nederlands politicus van de VVD.

## Loopbaan
Broekhuis volgde een educatieve opleiding. Vervolgens gaf hij korte tijd les; eerst op een  basisschool en later als trainer communicatieve en sociale vaardigheden bij het opleidingscentrum voor de Verenigde Spaarbanken. Vanaf 1974 was hij gemeenteraadslid in Ede en van 1982 tot 1989 was hij daar wethouder economische zaken, onderwijs, personeel en organisatie. In dat laatste jaar werd hij burgemeester van de Zuid-Hollandse gemeente Hendrik-Ido-Ambacht en vanaf maart 1996 was Broekhuis de burgemeester van Spijkenisse. In april 2007 ging hij met pensioen maar hiermee kwam zijn burgemeesterscarrière nog niet ten einde want vanaf november van dat jaar was hij ruim een half jaar waarnemend burgemeester van de Utrechtse gemeente Maarssen en in september 2008 werd hij waarnemend burgemeester van de gemeente Leusden. Broekhuis vervulde die laatste functie tot juli 2009 toen Annemieke Vermeulen daar als burgemeester benoemd werd. Op 30 augustus 2011 werd bekend dat hij benoemd is tot waarnemend burgemeester van de gemeente Hillegom. In december 2014 werd hij opgevolgd door Arie van Erk. Hij is getrouwd en heeft een dochter en een zoon. Hij is vicevoorzitter van de Zuid Hollandse Vereniging van Kleine Kernen (ZHVKK).